# Ceyhan

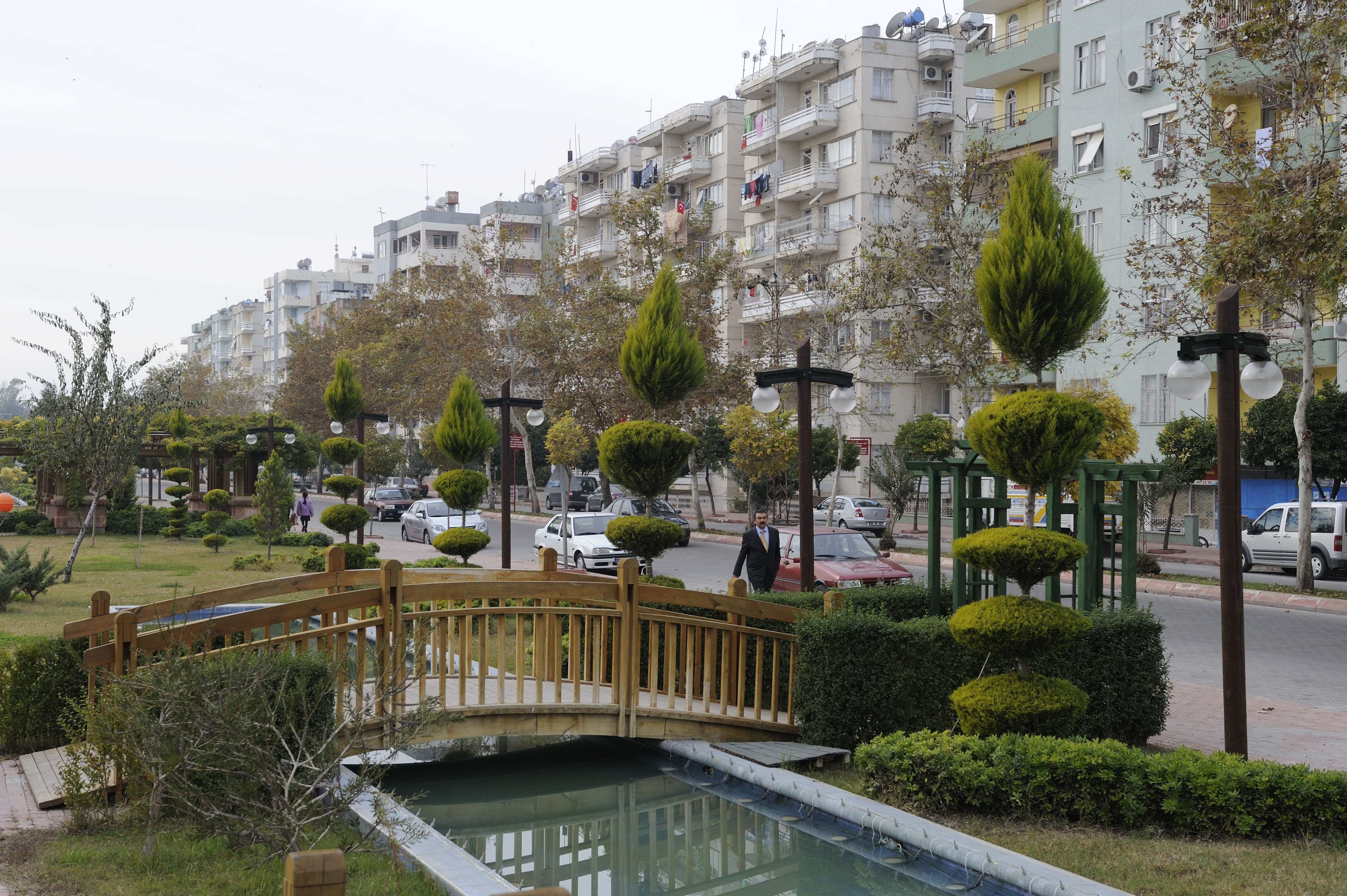
Ceyhan

Ceyhan [dʒeːˈhan] ist ein Landkreis der türkischen Provinz Adana und hat 155.965 Einwohner (Stand Ende Dezember 2024). Seit einer Gebietsreform 2014 ist die Gemeinde (Belediye) flächenmäßig deckungsgleich mit dem gleichnamigen Landkreis (İlçe). Alle früheren Dörfer (Köy) sind jetzt Ortsteile (Mahalle) der Gemeinde. Der Fluss hieß in der Antike Pyramos (altgriechisch: Πύραμος) und in der Bronzezeit vermutlich Purana (hurritisch: šiya Purana).

## Geografie
Durch Ceyhan fließt der Fluss Ceyhan, der durch die Çukurovaebene weiterfließt und ins Mittelmeer mündet.

## Wirtschaft
Die heute wesentliche wirtschaftliche Bedeutung der Stadt ergibt sich aus ihrer Funktion als Endpunkt zweier Erdöl-Pipelines und dem dazugehörigen Verladehafen. Die ältere Pipeline liefert Öl aus dem Norden des Iraks, sofern sie nicht durch Anschläge außer Betrieb gesetzt ist. Bei der neuen Leitung handelt es sich um die Baku-Tiflis-Ceyhan-Pipeline (BTC), die stark in der Kritik von Umweltschützern steht. Sie liefert Öl vom Kaspischen Meer aus Aserbaidschan und nahm am 25. Mai 2005 ihren Betrieb auf. Weitere Pipelines, auch für Erdgas aus dem Kaukasus, befinden sich im Planungsstadium.
Historisch von großer wirtschaftlicher Bedeutung war die Landwirtschaft in der Çukurovaebene.

## Archäologie
Etwa sechs Kilometer südwestlich der Kreisstadt liegt am Südufer des Ceyhan, beim Ort Sirkeli, die archäologische Fundstätte Sirkeli Höyük mit einem sehenswerten Relief des hethitischen Großkönigs Muwatalli II.

## Persönlichkeiten
- Orhan Kemal (1914–1970), Schriftsteller
- Selman Ada (* 1953), Pianist, Dirigent und Komponist
- Fatih Terim (* 1953), Fußballer